# Jacque Vaughn
Jacque T. Vaughn (* 11. Februar 1975 in Los Angeles, Kalifornien) ist ein US-amerikanischer Basketballtrainer und ehemaliger -spieler.  Zuletzt stand er als Cheftrainer bei den Brooklyn Nets in der NBA unter Vertrag.

## Karriere

### Spieler
Vaughn spielte Basketball an der John Muir High School in Pasadena und von 1993 bis 1997 an der University of Kansas. Dort war Roy Williams sein Trainer. 1996 wurde er als Spieler des Jahres der Big Eight Conference ausgezeichnet.
Bevor Vaughn 2006 zu den San Antonio Spurs wechselte, spielte er in der NBA für die Utah Jazz (1997 bis 2001), die ihn 1997 beim Draftverfahren auswählten. Mit den Jazz erreichte er 1998 das NBA-Finale. Seine nächsten Stationen waren die Atlanta Hawks (2001/02 und 2003/04), die Orlando Magic (2002/03) und die New Jersey Nets (2004 bis 2006).
In der Saison 2006/07 gewann Vaughn mit den Spurs die NBA-Meisterschaft. Bis einschließlich der Saison 2008/09 spielte er bei den Texanern, bis er seine Karriere beendete. Im Verlauf seiner Spielerkarriere erzielte Vaughn in der NBA in 851 Spielen durchschnittlich 4,3 Punkte und 2,4 Assists pro Partie. Bezüglich Einsatzzeit und Punkte je Begegnung war das Spieljahr 2001/02 sein bestes in der NBA, als Vaughn im Schnitt 22,6 Minuten auf dem Feld stand und 6,6 Punkte erzielte.

### Trainer
Im September 2010 kehrte Vaughn zu den San Antonio Spurs zurück und arbeitete zwei Jahre lang als Assistenztrainer. Zur Saison 2012/13 bekam er das Angebot, neuer Head Coach der Orlando Magic zu werden; er trat dort die Nachfolge von Stan Van Gundy an, der zuvor entlassen worden war. In diesem Amt war Vaughn bis Februar 2015 für die Magic tätig. Nach einer Serie von zehn Niederlagen in Folge wurde Vaughn am 5. Februar 2015 von seinen Aufgaben in Orlando entbunden.
Seit 2016 ist Vaughn als Assistenztrainer bei den Brooklyn Nets tätig. Als Nets-Cheftrainer Kenny Atkinson im März 2020 entlassen wurde, übernahm Vaughn kurzzeitig die Rolle als Interimstrainer, bevor er wieder zum Assistenztrainer-Posten zurückwechselte. Im November 2022 trennte sich die Mannschaft von Trainer Steve Nash, erneut sprang Vaughn ein und wurde nach einigen Tagen als Interimstrainer fest mit der Aufgabe betraut, die Nets als Cheftrainer zu betreuen. Im Februar 2024 wurde Vaughn entlassen.